# Kisumu
Kisumu je pristaniško mesto v zahodni Keniji, ki je hkrati tretje največje mesto v Keniji in glavno mesto zahodne Kenije ter istoimenskega okrožja. Leta 2009 je imelo 409.928 prebivalcev.